# Irina Kalinina
Irina Kalinina (ryska: Ирина Владимировна Калинина), född den 8 februari 1959 i Penza, är en sovjetisk simhoppare.
Hon tog OS-guld i svikthopp i samband med de olympiska simhoppstävlingarna 1980 i Moskva.